# پارکشتتن
پارکشتتن (به آلمانی: Parkstetten) یک شهر در آلمان است که در بایرن واقع شده‌است.

## خصوصیات
پارکشتتن ۱۹٫۴۷ کیلومترمربع مساحت دارد ۳۱۹ متر بالاتر از سطح دریا واقع شده‌است.